# Řád Suvorova
Řád Suvorova (rusky Орден Суворова) bylo sovětské a později ruské vojenské vyznamenání založené roku 1942. Udílen byl za vynikající výsledky při velení velitelům Rudé armády a výjimečně i předním velitelům spojeneckých armád. 

## Historie
Vyznamenání bylo založeno dekretem prezidia Nejvyššího sovětu Sovětského svazu dne 29. července 1942. Současně s ním byl založen i Řád Kutuzova a Řád Alexandra Něvského. Řád Suvorova byl udílen velitelům Rudé armády za vynikající velení. Oceněny mohly být i vojenské jednotky či vysocí zahraniční velitelé. Řád Suvorova byl prvním sovětským řádem, který byl udílen ve třech třídách. Jeho I. třída se stala nejvyšším vojenským vyznamenáním. Spolu s ním založené řády byly udíleny v jedné třídě v případě Řádu Alexandra Něvského a v případě Řádu Kutuzova ve dvou třídách.
Rozhodnutí o zavedení řádů určených výhradně vojenským velitelům bylo učiněno v červnu 1942 v dobách nejtěžších bojů na jihu Sovětského svazu, kdy se sovětská vojska pod náporem Němců stahovala k Donu a Volze a obležený Sevastopol byl na pokraji pádu. K vytvoření nových vyznamenání došlo po podpisu rozkazu vrchního velitele č. 227 ze dne 28. července 1942. Jejich zřízení mělo podpořit budoucí úspěchy velitelů Rudé armády. Proto bylo rozhodnuto o odklonu od tradičního systému vyznamenání udílených v Sovětské svazu, kdy mohl být jakýkoliv řád udělen každému, kdo byl na dané vyznamenání nominován. Mohl jím být tedy oceněn maršál, stejně jako řadový voják či civilista. Nová vyznamenání však mohli získat pouze důstojníci odpovídající hodnosti. Původně bylo navrženo pro tyto účely zjednodušeně zavést Řád rudého praporu s meči. Nakonec bylo rozhodnuto o založení nových řádů, které nesly jména slavných ruských vojevůdců.
Autorem vzhledu Řádu Suvorova byl architekt Ústředního institutu vojenského designu Pjotr Skokan. Skokanův návrh byl přijat 21. července 1942. Na návrh specialistů z mincovny byly v původním návrhu provedeny drobné změny. Insignie II. a III. třídy byly zmenšeny oproti I. třídě o 7 mm a na horní cíp hvězdy v případě I. třídy byla přidána červeně smaltovaná hvězda. Tyto změny byly legalizovány dekretem ze dne 30. září 1942.
Poprvé byl Řád Suvorova I. třídy udělen dekretem prezidia Nejvyššího sovětu Sovětského svazu dne 28. ledna 1943. V ten den byl řád udělen 23 generálům a maršálům za zkušené a odvážné vedení vojenských operací a za úspěchy dosažené v těchto operacích při bojích s nacistickými útočníky. Mezi oceněnými byli i zástupci vrchního velení maršál Sovětského svazu G. K. Žukov (odznak č. 1), armádní generál A. M. Vasilevskij (odznak č. 2) a maršál dělostřelectva N. N. Voronov (odznak č. 3).
K prvnímu udělení Řádu Suvorova II. třídy došlo dne 26. prosince 1942 dekretem prezidia Nejvyššího sovětu SSSR. Tento řád byl udělen veliteli 24. tankového sboru generálmajoru V. M. Badnovovi.
Sovětským Řádem Suvorova byla během jeho existence oceněna jediná žena. Přestože Řád Suvorova II. třídy neměl být podle statutu řádu udělen nikomu s hodností nižší než velitel brigády, mezi oceněnými byl i kapitán Michail Ivanovič Jakušev či podplukovník Grigorij K. Zajcev.
Pouze ve dvanácti případech byl Řád Suvorova I. třídy udělen cizinci. Byli jím oceněni přední vojenští velitelé spojeneckých armád. Mezi nimi byli i američtí generálové George Catlett Marshall a generál Dwight D. Eisenhower, britský polní maršál Alan Brooke a admirál Robert Burnett.
Navzdory relativně malému počtu udělených řádů třetí třídy (bylo jich uděleno 4 012) existují řádové odznaky se sériovým číslem  začínajícím číslicemi 8***, 9*** či dokonce 12***. Důvodem je, že bylo vyrobeno výrazně více insignií, než jich bylo uděleno. Řády byly na frontu posílány po dávkách, a proto nebyly udíleny podle posloupnosti jejich sériových čísel.
Po rozpadu SSSR v roce 1991 byl Řád Suvorova podle dekretu Nejvyššího sovětu Ruské federace č. 2557-I ze dne 20. března 1992 beze změny zachován. Tento stav byl změněn dekretem prezidenta Ruské federace č. 1099 O opatřeních ke zlepšení systému státních vyznamenání Ruské federace ze dne 7. září 2010 jímž byl zaveden upravený Řád Suvorova.

## Pravidla udílení
Řád Suvorova byl udílen velitelům Rudé armády za vynikající úspěchy při velení a řízení vojsk, za vynikající organizaci bojových operací a za rozhodnost a vytrvalost, v důsledku čehož bylo dosaženo vítězství v bitvách o vlast během Velké vlastenecké války. Udílen byl dekretem prezidia Nejvyššího sovětu Sovětského svazu.
Řád I. třídy byl udílen velitelům frontů a armád, jejich zástupcům, náčelníkům štábů, náčelníkům operačních velitelství a operačních útvarů a náčelníkům bojových zbraní (dělostřelectvo, letectvo atd.) za výborně zorganizovanou a vedenou operaci v první linii při níž byl poražen nepřítel, který měl početní převahu. Dále byl udílen za dovedně provedený manévr, kterým byl obklíčen nepřítel mající početní převahu, kdy došlo k jeho úplnému zničení a ukořistění zbraní a vybavení. Řád mohl být udělen i za prokázání iniciativy a rozhodnosti při výběru místa hlavního útoku a za provedení této akce, v důsledku které byl nepřítel poražen a vlastní vojsko si zachovalo svoji bojeschopnost. Udílen byl i za dovedně provedenou tajnou operaci, následkem které byl nepřítel zbaven možnosti přeskupit se a doplnit své stavy, díky čemuž byl poražen.
Řád II. třídy byl udílen velitelům sborů, divizí a brigád, jejich zástupcům a náčelníkům štábů za naplánování bitvy, která vedla k porážce nepřátelského sboru nebo divize pokud bylo toto vítězství dosaženo s menšími silami, než kterými disponoval nepřítel, a to v důsledku náhlého a rozhodného útoku založeného na plné interakci palných zbraní, vybavení a mužstva. Dále byl udílen za prolomení moderního obranného pásma nepřítele, následný rozvoj průlomu a organizaci pronásledování nepřítele, jeho obklíčení a zničení. Udělen mohl být i za zorganizování bitvy, která vyvedla vlastní jednotky z obklíčení nepřítelem, který je svým počtem převyšoval, při zachování bojeschopnosti vlastních jednotek i jejich vybavení. Udílen byl i za hluboký vpád za nepřátelské linie provedený obrněnou formací, který přinesl nepříteli citlivý úder, následkem čehož bylo umožněno úspěšné provedení vojenské operace.
Řád III. třídy byl udílen velitelům pluků, praporů a náčelníkům plukovních štábů za organizaci bitvy a projevení iniciativy při výběru okamžiku pro odvážný a rychlý útok proti nepříteli a jeho zničení či za vytrvalost a neutuchající odpor při ofenzívě nepřítele při držení linie.
Řád Suvorova se nosí napravo na hrudi. Řád první třídy se pak nachází před všemi vyznamenáními nošenými na této straně hrudníku, řád druhé třídy se nosí za Řádem Bohdana Chmelnického I. třídy a řád třetí třídy se nachází po Řádu Bohdana Chmelnického II. třídy.

## Třídy
Řád byl udílen ve třech třídách.

I. třída
II. třída
III. třída

- I. třída
- II. třída
- III. třída

## Insignie
Řádový odznak I. třídy má podobu platinové konvexní pěticípé hvězdy, jejíž cípy jsou tvořeny různě dlouhými paprsky. Uprostřed horního paprsku hvězdy je červeně smaltovaná pěticípá hvězda. Uprostřed velké hvězdy je zlatý kulatý medailon s vystouplým okrajem. Medailon je pokrytý šedým smaltem s červeně smaltovaným pruhem v horní části. Při vnějším okraji v horní části medailonu je nápis zlatým písmem v cyrilici АЛЕКСАНДР СУВОРОВ (Aleksandr Suvorov). Dolní část kruhu je ohraničena zlatým vavřínovo-dubovým věncem. Uprostřed medailonu je zlatá leštěná reliéfní busta A. Suvorova. Jeho podoba byla převzata z rytiny umělce N. I. Utkina z roku 1818. Na zadní straně odznaku je závit s maticí k připevnění řádu k oděvu. Velikost odznaku v průměru je 56 mm. Celková hmotnost insignie je 41,8 ± 1,8  g.
V případě obou nižších tříd je nápis červeně smaltovaný. Chybí také červeně smaltovaná hvězda v horním cípu velké hvězdy. Velikost odznaku v obou třídách je v průměru 49 mm. Odznak II. třídy je vyroben ze zlata. Středový medailon včetně reliéfu a věnce je stříbrný. Celková hmotnost insignie je 29,2 ± 1,5 g. Odznak řádu III. třídy je celý vyrobený ze stříbra. Středový medailon včetně reliéfu a věnce je oxidován. Celková hmotnost insignie je 25,3 ± 1,5 g.
Stuha z hedvábného moaré je zelená s oranžovými pruhy jejichž počet a umístění se v jednotlivých třídách liší. Šířka stuhy je 24 mm. V případě I. třídy je pruh široký 5 mm uprostřed stuhy, v případě II. třídy dva proužky široké 3 mm lemují oba okraje a v případě III. třídy je jeden proužek uprostřed a dva proužky lemují oba okraje. V tomto případě je šířka proužků 2 mm.